# Medul·la vegetal

Diagrama representant una secció d'un tronc d'arbre:
1. Medul·la
2. Duramen
3. Albeca
4. Càmbium
5. Floema
6. Escorça.

La medul·la vegetal, o simplement medul·la, és en botànica i en el cas específic de la fusta, la part ubicada generalment al centre, o cor, del tronc. Pot ser de secció poligonal circular o estelada. De la medul·la parteixen radis medul·lars cap a la perifèria. Està formada per cèl·lules mortes, o de vegades només febles, amb la consistència del suro. El seu diàmetre varia entre menys d'un mil·límetre fins a més d'un centímetre, segons l'espècie, en els ginebres i làrixs no s'aprecia a simple vista.
És el teixit tou que constitueix l'interior de moltes tiges i tal·lus. En les tiges de les dicotiledònies, gimnospermes i en alguns pteridòfits, és un parènquima (parènquima medul·lar) incolor i de membranes subtils que ocupa la part interna del cilindre central, i limitat a l'exterior per feixos vasculars. Sovint és un teixit molt lleuger i de vegades pot ser més o menys reabsorbit donant tiges fistuloses (buides). Als tal·lòfits, simplement és un teixit més lax que la part exterior del tal·lus.

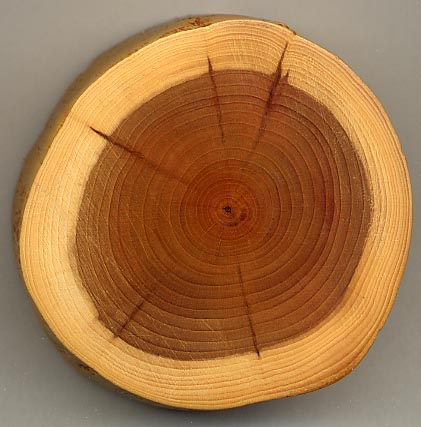
La taca fosca del centre es correspon amb la medul·la d'un teix
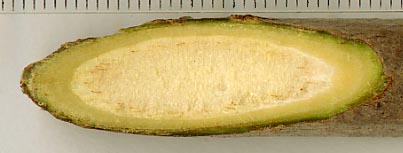
La taca clara es correspon amb la medul·la d'un saüc